# 139233 Henych
139233 Henych è un asteroide della fascia principale. Scoperto nel 2001, presenta un'orbita caratterizzata da un semiasse maggiore pari a 2,636837 UA e da un'eccentricità di 0,165049, inclinata di 10,765278° rispetto all'eclittica. Ha un diametro di 3,248 km.